# Alejandro Giglio
Alejandro Giglio (Buenos Aires, Argentina; 30 de agosto de 1905) fue un exfutbolista argentino que se desempeñaba como centrocampista.

## Clubes
| Club                  | País      | Año         |
| --------------------- | --------- | ----------- |
| Huracán               | Argentina | 1925 - 1927 |
| River Plate           | Argentina | 1928 - 1930 |
| Sportivo Buenos Aires | Argentina | 1931        |
| Genoa CFC             | Italia    | 1931 - 1932 |
| River Plate           | Argentina | 1933        |